# نبرد تنگ تامرادی
جنگ تنگ (دره) تامرادی درگیری میان عشایر لر بویراحمدی و ارتش شاهنشاهی ایران بود که در سال ۱۳۰۹ خورشیدی به وقوع پیوست. این درگیری به فرماندهی امیر لشکر حبیب‌الله شیبانی به‌عنوان فرمانده قشون دولت از یک سو،  شکرالله خان بویراحمدی و سرتیپ خان بویر احمدی از سوی دیگر درگرفت.

## پشت پرده
بویراحمدی‌ها به هنگام تجاوز انگلیسی‌ها به جنوب ایران چنان منافع آنها را به خطر انداخته و عرصه را بر آنان تنگ کردند که در ۱۵ دسامبر ۱۹۰۹کنسول انگلیس در شیراز ناچار شد به‌طور رسمی از بویراحمدی‌ها به”سر جرج بارکلی” سفیرشان در تهران شکایت کرده و سفیر هم متن شکایت را به لندن مخابره کند در بخشی از شکایت کنسول انگلیس از بویراحمدی‌ها آمده‌است: «اشرار بویراحمدی بیش از یک ماه است که در نقاط مختلف بین “دشت ارژن» که ده فرسنگ زیرشیراز است و «گلدارچین» که در مجاورت اصفهان است مشغول عملیات عمده ای هستند و… بی‌نهایت مشکل خواهد بود که یک طایفه کوه نشین به این رشادت و فعالیت را بتوان درتنگنا انداخت و… به عقیده من (ایل) طایفه ای که باید اختصاصاً مورد تنبیه واقع شوند همانا طایفه بویراحمدی است و… طایفه بویراحمدی می‌تواند ۱۰هزار نفر تهیه کند که عده کمی از آنها سواره اند، چهار قلعه محکم دارند که بدون توپ، گرفتن آنها ممکن نیست.

## پیش‌درآمد
از همراهی سران بویراحمد در برنامه‌های ابتدایی رضاخان ازجمله سرکوبی شیخ خزعل، می‌توان چنین برداشت کرد که سران ایل تلاش داشته‌اند که از شرایط پیش آمده بهره برده و خود را به دربار نزدیک سازند. همچنین آمادگی سرتیپ خان برای همکاری با دولت و تسلیم و تحویل “میرمذکور ” و خلع سلاح اولیه بخشی از بویراحمد، نشانه‌های دیگری از این رویکرد است که البته بخشی از آن به علت رقابت‌های درون ایلی بین او شکرالله خان ارزیابی می‌شود. ظاهراً نامه‌ها و تلگراف‌هایی نیز در بین بوده که نشان از تلاش خان‌های برای ایجاد ارتباط مناسب با دربار با حفظ موقعیت ایلی خود دارد و تا حد امکان خواستار عدم ورود به جنگ و درگیری بوده‌اند. قشون‌کشی ۱۳۰۶ و جنگ دورگ مدو ۱۳۰۷ نشان داد که رضاشاه تصمیمات جدی برای تغییرات بنیادین نظامات اجتماعی ایران دارد و عشایر و کوچرویی را مایه نگرانی و همچنین عقب‌ماندگی کشور و حتی شرمساری خود قلمداد می‌کند. این رفتارهای خشن و قلدرمآبانه رضاشاه در برابر تلاش‌های خان‌های برای نزدیکی به او، سبب بدبینی و عدم اعتماد شد که از اصلی‌ترین دلایل عدم امکان مذاکره و مصالحه گردید.
سردار شیبانی علل درگیری‌های پهلوی و بویراحمدی هارا صرفاً زیاده خواهی شخص رضاشاه برای خشنودی شرکت خارجی بیان می‌کند، برای وی قابل فهم نبود که چگونه رئیس یک دولت می‌تواند به قلع و قمع مردم خود برای خشنودی یک شرکت خارجی تن دهد او فهمیده بود آن‌همه سرباز بی گناه ارتش که به دست سربازان بویراحمدی کشته شدند و آن همه افراد رشید بویراحمدی که توسط سربازان ارتش از بین رفتند، نه برای جلوگیری از تحرکات بیگانگان بلکه برای مساعدت به صندوق شرکت نفت بود، به گفته امینی شیبانی پس از مدتی دچار افسردگی و فروریختگی روحی شده و ایران را ترک کرد.
خان‌های بویراحمدی به حمایت از لرهای ممسنی به‌علت تبعیض در واگذاری اراضی مرغوب ممسنی پرداختند. آنها تجهیز قوا و ایجاد ناآرامی کردند که دو سال طول کشید.حمایت حکومت مرکزی از حاج معین التجار بوشهری بر سر اراضی حاصلخیز ممسنی باعث شروع این درگیری بین قشون لرهای بویراحمدی از یک طرف و قشون دولت از طرف دیگر شد.
در مرداد سال ۱۳۰۶ خورشیدی سردار اسعد بختیاری که آن زمان وزیر جنگ رضاشاه بود در خاطرات خود در کتاب قوم بختیاری می‌نویسد:
چندی قبل شاه به من فرمود باید یک اردو برود برای سرکوبی بویراحمد. عرض کردم، امر کنید یک دسته بختیاری، یه دسته قشقایی با یک دسته نظامی بروند، امر شد. اردو همین قسم حرکت کرد.

## رویارویی
قوای دولتی متشکل از سه فوج پیاده تقویت شده با سه گروهان مسلسل سنگی، یک فوج توپخانه کوهستانی (جمعاً ۱۶ عراده توپ)، یک گردان سوار از فوج فاتح و یک گروهان مهندسی، دو دستگاه زره پوش و چهار فروند هواپیما و چریکهایی از قشقایی به سرپرستی ناصرخان قشقایی حدود ۵۰۰ نفر از طایفه کشکولی و ۵۰۰ نفر نیز از طایفه فارسیمدان به همراه سران طوایف خود به فرماندهی یاور کاظم خان شیبانی به همراه تعدادی چند از خان‌های و سران کازرون، کمارج و خشت که به گفته منابع محلی جمعاً متشکل از ۱۰۰۰۰ نفر بود.
قوای بویراحمدی ها ۷۰۰ نفر بود.
نخستین درگیری میان عشایر بویراحمد و قوای حکومت مرکزی ایران در اردکان بود. بویراحمدی‌ها به اردوگاه ارتش مرکزی ایران شبیخون زدند و تلاش کردند مانع پیشروی نیروهای نظامی به منطقه بویراحمد شوند. اما این شبیخون تأثیری بر آن تعداد نیرو نداشت و نیروهای ارتش که در حدود ده هزار نفر برآورد می‌شدند با ادوات جنگی مثل توپ و هواپیما و به همراه نیروهای ایل‌های مجاور مانند بختیاری و قشقایی به سمت بویراحمد حرکت کردند.
در میان مسیر چند درگیری مختصر صورت گرفته اما نبرد اصلی میان تنگه‌ایی در منطقه بویراحمد به نام «تامرادی» به وقوع پیوست. این درگیری شش روز به طول انجامید که به‌علت استفاده از ترفند غافلگیری توسط قوای محلی با تلفات سنگین نیروهای ارتش مرکزی ایران و قشون متحد بختیاری و قشقایی باعث عقب‌نشینی آنها شد.
تلفات نیروهای دولتی و متحدین قشقاییشان در منابع دولتی بین ۱۲۰۰–۲۸۰۰ نفر گفته شده؛ و بر طبق منابع دیگر بین ۳۵۰۰–۵۰۰۰ نفر برآورد شده و
تلفات بویراحمدی‌ها طبق منابع محلی ۴۲ نفر اعلام شده‌است.
سرتیپ خان بویراحمدی و کی لهراسب باطولی که این جنگ را فرماندهی می‌نمودند صبر کردند تا قشون به تنگه تامرادی برسد، چون منطقه خوبی برای غافلگیری قشون بود. محل عبور قشون باریک و از دو طرف با کوه احاطه شده بود. قشون لر در کوه‌های اطراف و مشرف به تنگه مستقر شدند و صبر کردند تا تمام قشون دولت وارد تنگه شدند و راه ورود و خروج را مسدود و از کوه‌های مشرف تیراندازی شروع شد. توپها و  هواپیماهای دولتی عملاً از کار افتاد چون باشلیک به کوه‌های مشرف به تنگه بیشتر باعث ریزش کوه بر سر قشون دولت می‌شدند. با توجه به شرایط جغرافیایی تنگهٔ تامرادی و تسلط لرها به آن منطقه در نهایت لشکر دولتی در تنگ تامرادی شکست سنگین خورد.